# アグスタ AZ.8L
アグスタ AZ.8L
- 用途：旅客機
- 設計者：フィリッポ・ザパタ
- 製造者：アグスタ
- 初飛行：1958年6月9日
- 生産数：1機

アグスタ AZ.8L（Agusta AZ.8L、又はAgusta-Zappata AZ.8L）は、1958年 6月9日に初飛行を行ったイタリアの旅客機である。本機は首車輪式降着装置を備える全金属製の通常の低翼単葉機であった。フィリッポ・ザパタ設計の本機は、製造されなかったAZ.1と命名された双発輸送機から生み出された。
AZ.8Lが顧客の興味を引くことなく終わると、アグスタ社はザパタ設計の新しいA101を中心としたヘリコプター製造事業に重点を移すためにAZ.8Lの開発計画を放棄した。

## 運用
イタリア
- イタリア空軍[1]

## 要目
諸元
- 乗員: 2
- 定員: 26
- 全長: 19.44 m （63 ft 9 in）
- 全高: 6.66 m （21 ft 10 in）
- 翼幅: 25.5 m（83 ft 8 in）
- 翼面積: 66.8 m2 （719 ft2）
- 空虚重量: 7,100 kg （15,653 lb）
- 運用時重量: 11,300 kg （24,912 lb）
- 動力: アルヴィス レオニデス 503/2 9気筒星形エンジン、400 kW （540 hp）   × 4

性能
- 最大速度: 427 km/h （231 kt） 265 mph
- 航続距離: 2,500 km （1,350 nmi） 1,553 mi
- 実用上昇限度: 7,500 m （24,606 ft）
- 上昇率: 5 m/s （980 ft/min）